# Karl Bernhard Klinckowström
Karl Bernhard Klinckowström, född 1682, död 26 oktober 1704 vid Kalisz, var en svensk hovman. 
Klinkowström blev tidigt page hos den med honom jämnårige prins Karl, på vilken han ansågs utöva ett stort inflytande. Under det stora nordiska krigets första år var Klinckowström ständigt vid kungens sida. Han deltog bland annat i Slaget vid Düna 1700. Han dödades utanför Kalisz av ett kanonskott, när han åtföljde Carl Gustaf Dücker som skulle uppmana staden att kapitulera.
Han var bror till Otto Vilhelm Klinckowström.